# 安渡移矢岬
安渡移矢岬 （あといやみさき、ロシア語: Мыс Ловцова (ロフツォワ岬)、アイヌ語: atuy-ya (アトゥイ・ヤ、海の・岸)）は、北海道根室振興局にある国後島最東端の岬である。

## 概要
岬の東は国後水道を隔てて択捉島のベルタルベ山を望み、太平洋に面している。「アトイヤ」は、アイヌ語で「渡海場」（ないし「日和待ち」）を意味する
。
ロシア語のロフツォワを冠した名称は、岬のみならず山、半島、灯台におよんでおり、これらはいずれもエカテリーナ号の艦長ヴァシリー・ミハイロヴィッチ・ロフツォフに由来する。ロフツォフは、1792年（寛政4年）、アダム・ラクスマンが日本と条約を締結するためにオホーツクを出港して根室港を訪れたときの艦長である。